# Мічурінське сільське поселення (Хабаровський район)
Мічу́рінське сільське поселення (рос. Мичуринское сельское поселение) — сільське поселення у складі Хабаровського району Хабаровського краю Росії.
Адміністративний центр — село Мічурінське.

## Населення
Населення сільського поселення становить 3246 осіб (2019; 2803 у 2010, 2811 у 2002).

## Склад
До складу сільського поселення входять:
| Населений пункт     | Населення, осіб (2002) | Населення, осіб (2010) |
| ------------------- | ---------------------- | ---------------------- |
| Виноградовка, село  | 754                    | 819                    |
| Воронежське-1, село | 15                     | 11                     |
| Воронежське-2, село | 223                    | 182                    |
| Воронежське-3, село | 98                     | 29                     |
| Мічурінське, село   | 913                    | 987                    |
| Нагорне, село       | 307                    | 257                    |
| Новокаменка, село   | 5                      | 2                      |
| Федоровка, село     | 496                    | 516                    |